# El
El – w mitologii ugaryckiej najwyższy bóg kananejski, który według tekstów z Ugaritu (XV–XIV wiek p.n.e.) był stwórcą świata, ojcem i przywódcą bogów i ludzi – królem i sędzią, strażnikiem porządku kosmicznego i politycznego, wspierającym królów w sprawowaniu władzy. Występuje również jako mędrzec wyjaśniający sny. Był wieczny, mądry, sprawiedliwy, dobry i miłosierny, życzliwy ludziom. Jeden z tekstów określa go mianem byka, co miało symbolizować siłę seksualną w akcie tworzenia bogów. Żoną Ela była bogini Aszirat.
W sztuce przedstawiany jako starzec w ozdobionym rogami nakryciu głowy, siedzący na tronie. Miał wiele dzieci, do najważniejszych należeli: Asztar, Jam i Mot. W ugaryckich tekstach dzieckiem Ela nazywany bywa również Baal (syn Dagona) a także jego siostra Anat. Określenia te powiązane są z wiarą, iż El jest „stwórcą stworzeń” (bny bnwt).
Z powodu podeszłego wieku przekazał z czasem najwyższą władzę Baalowi, który okazał się najbardziej godnym tego zaszczytu. Pomimo tego w dalszym ciągu cieszył się znaczną czcią i autorytetem pośród bogów i ludzi.
Mit o przejęciu władzy przez Baala przypomina grecką opowieść o przejęciu władzy nad światem przez Zeusa, jak również nordycki mit objęcia władzy nad panteonem przez Odyna. Według Jana Parandowskiego jest to metafora walk między ludami rolniczymi dawnej Europy a Indoeuropejczykami.
Według opinii wielu badaczy jak Gerd Theissen, Morton Smith czy Lowell Handy, od Ela wywodzi się kult Jahwe, którego żoną była bogini Aszera.

## Etymologia

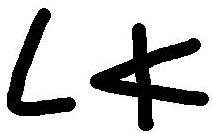
Imię El po fenicku

El: prawdopodobnie od rdzenia „wl” – „być mocnym”, „stać na czele”. El był bogiem osobowym, ale od jego imienia wywodzi się w językach semickich ogólny rzeczownik „bóg” (hebr. 'el, akad. 'ilu, arab. 'ilah, ugaryckie 'l, południowoarabskie 'ilumkuh „bóg”), a także termin biblijny Elohim.